# Antocha stenophallus
Antocha stenophallus är en tvåvingeart som beskrevs av Alexander 1974. Antocha stenophallus ingår i släktet Antocha och familjen småharkrankar. Inga underarter finns listade i Catalogue of Life.